# Ziesar
Ziesar (IPA: [t͡siˈeːzaʁ]) è una città di 2 493 abitanti del Brandeburgo, in Germania.

Appartiene al circondario di Potsdam-Mittelmark ed è capoluogo dell'Amt Ziesar.

## Storia
Il 1º marzo 2002 vennero aggregati alla città di Ziesar i comuni di Bücknitz, Glienecke e Köpernitz.

## Geografia antropica
Appartengono alla città di Ziesar le frazioni (Ortsteil) di Bücknitz, Glienecke e Köpernitz, e le località abitate di Grebs e Herrenmühle.